# Eleni Louka
Eleni Louka (griechisch Ελένη Λουκά; * 25. Oktober 2001 in Deryneia) ist eine zyprische Tennisspielerin, die mit der rechten Hand spielt.

## Leben und Karriere
Eleni Louka begann im Alter von vier Jahren mit Tennis. Sie nahm 2016 an dem europäischen Turnier Herodotou Tennis Academy TE-U16 in Larnaka teil, bei dem sie als Siegerin in der Kategorie Juniorinnen-Einzel U16 hervorging, nachdem sie im Halbfinale die Russin Maria Krubenina mit 2-0 besiegt und dann im Finale Kseniya Yersh aus Belarus mit 2-1 bezwungen hatte. Das Turnier wurde zur Kategorie 2 der Tennisturniere gezählt.
2017 war sie im Alter von 15 Jahren und 6 Monaten Mitglied des zyprischen Tennisteams beim Fed Cup in Chișinău. Im Kampf um den Aufstieg in die 2. Gruppe blieb Zypern bis zur letzten Runde ungeschlagen, dann musste sich das Team durch eine Niederlage gegen Moldawien geschlagen geben und verpasste knapp den Aufstieg in die höhere Gruppe.
Im Juni 2018 ging Eleni Louka beim ITF Juniors U18 Larnaca Cup 2018 sowohl im Einzel als auch im Doppel als Cup-Siegerin hervor. Einige Monate später, im Dezember 2018, kam sie in der ITF Juniors Rankingliste auf Platz 128, ihr bestes Ranking in der Kategorie U18.
2019 vertrat sie die Republik Zypern bei den Spielen der kleinen Staaten von Europa in Budva (Montenegro), wo sie eine Goldmedaille im Doppel zusammen mit ihrer Teamkollegin Raluca Șerban gewann. Trainiert wurde das zyprische Team von Nikolas Konstantinou und Andreas Tofaridis.
Eleni Louka studierte ab 2019 Rechnungswesen und Management an der Clemson University in South Carolina (USA). Sie gehörte während ihres Studiums dem Tennisteam Clemson Tigers an. Bevor sie in die USA ging, nahm sie in der zyprischen Rangliste der U18 den ersten und bei den Frauen den zweiten Platz ein, außerdem zählte sie zur zyprischen Tennis-Nationalmannschaft. 2017 und 2018 wurde sie von der Cyprus Tennis Federation und dem zyprischen Olympischen Komitee zur besten Tennisspielerin des Landes ernannt.
Im Juni 2021 war sie Mitglied des zyprischen Frauenteams, das sich im Billie-Jean-King-Cup von Vilnius um den Aufstieg innerhalb der Gruppe C der Euro-Afrika-Zone mit weiteren 22 Mannschaften anderer Nationalität messen musste. Die zyprische Mannschaft schaffte es nicht, in die nächsthöhere Gruppe aufzusteigen.